# Xã Madison, Quận Greenwood, Kansas
Xã Madison (tiếng Anh: Madison Township) là một xã thuộc quận Greenwood, tiểu bang Kansas, Hoa Kỳ. Năm 2010, dân số của xã này là 983 người.